# قائمة أغنى المنظمات
فيما يلي قائمة بأغنى المنظمات في العالم.

## المؤسسات الخيرية
| المنظمة                    | القيمة [بمليارات الدولارات] | البلد            |
| -------------------------- | --------------------------- | ---------------- |
| مؤسسة نوفو نورديسك         | 49.1                        | الدنمارك         |
| مؤسسة بيل ومليندا غيتس     | 46.8                        | الولايات المتحدة |
| مؤسسة INGKA                | 36.0                        | هولندا           |
| صندوق ويلكم                | 27.1                        | المملكة المتحدة  |
| معهد هوارد هيوز الطبي      | 23.8                        | الولايات المتحدة |
| مؤسسة عظيم بريمجي          | 21.0                        | الهند            |
| مؤسسة غارفيلد ويستون       | 15.7                        | المملكة المتحدة  |
| مؤسسة فورد                 | 13.7                        | الولايات المتحدة |
| مؤسسة مجتمع وادي السيليكون | 13.6                        | الولايات المتحدة |

## المنظمات الدينية
| المنظمة                                          | القيمة [بمليارات الدولارات] | البلد          | ملاحظات             |
| ------------------------------------------------ | --------------------------- | -------------- | ------------------- |
| الكنيسة الرومانية الكاثوليكية                    | 101+                        | Vatican City   | [ 3 ]               |
| كنيسة يسوع المسيح لقديسي الأيام الأخيرة          | 100                         | United States  | [ 4 ]               |
| الرومانية الكاثوليكية في ألمانيا                 | 26.0                        | Germany        | [ 5 ]               |
| الكنيسة الإنجيلية في ألمانيا                     | 25.0                        | Germany        | [ 6 ]               |
| الكنيسة الكاثوليكية في أستراليا                  | 20.5                        | Australia      | [ 7 ]               |
| كنيسة إنجلترا                                    | 7.8                         | United Kingdom | [ 8 ]               |
| كنيسة ترينيتي في مانهاتن                         | 6.0                         | United States  | [ 9 ] [ 10 ] [ 11 ] |
| أوبوس داي (جزء من الكنيسة الرومانية الكاثوليكية) | 2.0                         | Brazil         | [ 12 ]              |
| الرومانية الكاثوليكية في الفلبين                 | 2.0                         | Philippines    | [ 13 ]              |
| الكنيسة العلموية                                 | 2.0                         | United States  | [ 14 ] [ 15 ]       |

## المؤسسات التعليمية
| المنظمة        | القيمة [بمليارات الدولارات] | البلد         | ملاحظات |
| -------------- | --------------------------- | ------------- | ------- |
| جامعة هارفارد  | 37.6                        | United States | [ 16 ]  |
| جامعة ييل      | 25.6                        | United States |         |
| جامعة تكساس    | 24.1                        | United States | [ 17 ]  |
| جامعة برينستون | 22.7                        | United States | [ 17 ]  |
| جامعة ستانفورد | 22.2                        | United States | [ 17 ]  |

## الشركات
| الشركة                        | القيمة السوقية [بمليارات الدولارات] [متى؟] | البلد                      | ملاحظات |
| ----------------------------- | ------------------------------------------ | -------------------------- | ------- |
| أرامكو السعودية               | 2,100                                      | Saudi Arabia               | [ 18 ]  |
| مايكروسوفت                    | 1,470                                      | United States              | [ 19 ]  |
| أبل                           | 1,440                                      | United States              |         |
| أمازون                        | 1,080                                      | United States              |         |
| ألفابت                        | 1,050                                      | United States              |         |
| مؤسسة البترول الوطنية الصينية | 634                                        | People's Republic of China |         |
| مجموعة علي بابا               | 620                                        | People's Republic of China |         |
| تيسلا موتورز                  | 572                                        | United States              |         |
| بيركشير هاثاواي               | 570                                        | United States              |         |
| تينسنت                        | 550                                        | People's Republic of China |         |
| سامسونج                       | 529                                        | South Korea                |         |
| مجموعة فولكسفاغن              | 510                                        | Germany                    |         |
| تويوتا                        | 478                                        | Japan                      |         |
| جي بي مورغان تشيس             | 470                                        | United States              |         |
| Visa                          | 460                                        | United States              |         |
| LIC                           | 450                                        | India                      |         |
| مؤسسة الشبكة الحكومية الصينية | 351                                        | People's Republic of China |         |
| إكسون موبيل                   | 349                                        | United States              |         |
| دايملر                        | 313                                        | Germany                    |         |
| مجموعة هيونداي كيا للمركبات   | 313                                        | South Korea                |         |
| مجموعة سوفت بنك               | 285                                        | Japan                      |         |
| شركة شيفرون                   | 266                                        | United States              |         |
| بي بي                         | 261                                        | United Kingdom             |         |
| مؤسسة النفط والغاز الطبيعي    | 240                                        | India                      |         |
| رويال داتش شل                 | 236                                        | United Kingdom Netherlands |         |
| توتال                         | 224                                        | France                     |         |

### أفراد
- فوربس  قائمة المليارديرات

### أعمال
- قائمة أكبر الأرباح والخسائر للشركات
- قائمة أغنى المؤسسات الخيرية
- قائمة الدول حسب عدد المليونيرات